# Tokiophilus applicatus
Tokiophilus applicatus is een keversoort uit de familie schijnsnoerhalskevers (Aderidae). De wetenschappelijke naam van de soort werd in 1921 gepubliceerd door Maurice Pic.